# 金斯維爾 (馬里蘭州)
金斯維爾（英語：Kingsville）是位於美國馬里蘭州巴爾的摩縣的一個普查規定居民點。

## 人口
根據2020年美國人口普查的數據，金斯維爾的面積為26.17平方千米，當中陸地面積為26.00平方千米，而水域面積為0.17平方千米。當地共有人口4358人，而人口密度為每平方千米166.53人。